# هاتنهایم
هاتنهایم (به آلمانی: Hattenheim) یک منطقهٔ مسکونی در آلمان است که در التویله آن در راین واقع شده‌است.

## خواهرخوانده
شهر Arzens خواهرخواندهٔ هاتنهایم هست.